# アレチネズミ亜科
アレチネズミ亜科（アレチネズミあか、Gerbillinae）は、齧歯目ネズミ科に含まれる亜科。

## 分布
アフリカ大陸、ユーラシア大陸中部

## 形態
大きさはインドオオアレチネズミの体長15 - 20センチメートル、尾長16 - 22センチメートル、体重115 - 190グラムから、コビトケアシアレチネズミの体長6.2 - 7.5センチメートル、尾長7.2 - 9.5センチメートル、体重8 - 11グラム。
中耳が発達し、獲物の羽ばたきなどの低周波音も察知できる。水分の発散を防ぐため汗をかくことができない。排泄物もできるだけ腎臓で尿を濃縮するなどなるべく水分を排出しないようになっている。

## 分類
分類はMSW3（Murrer & Carleton, 2005）、和名は（今泉, 1986）に従う
- ソマリスナネズミ属 Ammodillus
  - Ammodillus imbellis ソマリスナネズミ Ammodile
- ヒメスナネズミ属 Brachiones
  - Brachiones przewalski ヒメスナネズミ Przewalski's jird
- ホオブクロアレチネズミ属 Desmodilliscus
  - Desmodilliscus braueri ホオブクロアレチネズミ Pouched jird
- コミミアレチネズミ属 Desmodillus
  - Desmodillus auricularis コミミアレチネズミ Cape Short-tailed gerbil
- チビオアレチネズミ属 Dipodillus
- Gerbilliscus
- コビトアレチネズミ属 Gerbillurus
- アレチネズミ属 Gerbillus
- スナネズミ属 Meriones
- チビアレチネズミ属 Microdillus
  - Microdillus peeli チビアレチネズミ Somali pygmy gerbil
- オブトアレチネズミ属 Pachyuromys
  - Pachyuromys duprasi オブトアレチネズミ Fat-tailed jird
- デブスナネズミ属 Psammomys
- オオスナネズミ属 Rhombomys
  - Rhombomys opimus オオスナネズミ Great gerbil
- フサオスナネズミ属 Sekeetamys
  - Sekeetamys calurus フサオスナネズミ Bushy-tailed jird
- Tatera
  - Tatera indica インドオオアレチネズミ Indian gerbil
- ハダシアレチネズミ属 Taterillus

## 生態
砂漠や草原（サバンナ、ステップ）、荒地などに生息する。主に夜行性で、昼間は地中で休む。寒冷地に分布する種や冬季には昼間に活動することもある。
食性は多くの種は植物食で、植物の葉、茎、根、果実、種子等を食べるが、昆虫、陸棲の貝類、小型爬虫類、小型哺乳類を食べることもある。

## 人間との関係
英語通名の Gerbil は、一般分類名の Gerbillus より。Gerbillus の語源は、アラビア語のjarbu(ネズミ）とラテン語のillus（小さな）より。110種が存在し、その内、約80種程の生物がスナネズミ（gerbil:ジャービル／jird）の名前を冠して飼われる。
ペットショップで一般的にスナネズミとして扱われる通称モンゴリアン・ジャービル (Mongolian Gerbil) の学名は Meriones unguiculatus。この種は、天敵の少ない土地の原産の為、昼行性である。ただし、日中の最も暑い時間帯と、夜間の最も冷える時間帯は巣に戻り活動を行わない。
その他、およそ10-12種程のMeriones属のスナネズミが一般的にペットとして扱われる。生物界で最も分布域が広いとされる種は、リビアスナネズミ。
成体の大きさはどの種も小さく80 mmから300 mm程度。ただしRhombomys opimusのみ400 mmを超える成体となる。一般的にスナネズミとして飼われるMeriones属は比較的大きく200 mmから300 mm程になる種もある。

## 飼育環境での近隣種同士の交配
野生の環境と異なり、人に飼育された環境では、近隣種との交配が積極的に行われている。特にMeriones属の種は、研究機関では無い一般の飼育環境でも積極的に交配が行われ、新しい種とも言える物が多数存在する。
また、これらの組み合わせの多くは、雄雌共に繁殖能力を持つことが多い。スナネズミの中で最も有名な事例は、イギリスで飼われる通称 Shaw's Jird であり、これは本来の通称 Shaw's Jird (Meriones shawi) である種と、通称 Libyan Jird (Meriones libycus) と呼ばれる種を掛け合わせた遺伝子を持つ。
また、通称ジャービルと呼ばれるものでも、通称Pallid Gerbilと通称Cheesman's Gerbilと呼ばれるものを掛け合わせた種がイギリスでは広く扱われる。また、最も一般的なペットショップのモンゴリアン・ジャービルも多くの品種改良が施されており、本来の野生の種であるモンゴリアン・ジャービル (Meriones unguiculatus) とは全く同一の遺伝子を持つとは言えない。

## ペットとしての飼育

### Shaw's Jird
英国でモンゴリアン・ジャービルと並んで飼われる Shaw's Jird (Meriones shawi) 、日本では別名でエジプトスナネズミとも呼ばれる。
スナネズミ／ジャードとして飼われるもう一つ代表的な種である。モンゴリアン・ジャービルの親戚種と並び、人になれやすい性質を持つ。また、モンゴリアン・ジャービルと違い、同種間の殺し合いは稀であり、そのために人気が高い。
野生種のMeriones shawiはエジプト原産の gerbil／jird である。但し、ペット種は、近隣種であるリビアスナネズミ (Meriones libycus) との交配種が英国などでは多い。
一般的にペット種のShaw's Jirdで繁殖力の弱く、攻撃性が強い個体はMeriones libycusの性質を強く受け継いだ物とされる。

### リビアスナネズミ /Meriones libycus
リビアスナネズミは北サハラ砂漠原産のスナネズミで性格は他の一般的なスナネズミ Meriones shawi、Meriones unguiculatus などに比べ、好戦的である。また、非常にテリトリー意識が強く、テリトリー内に入った個体を雄雌問わず攻撃する事が多い。モンゴルリアン・ジャービルと同じく昼行性であるが、夜間も活動する。
分布域は、繁殖力の低さに比べて広く、サハラ砂漠域からアラビア半島、パキスタン、中央アジア域迄、この種と見られるスナネズミが分布する。　分布域だけなら、最も生物界で一般的なスナネズミと言える。
Meriones種内では比較的小柄な150  mm程度の大きなを持ち、外見からペットとしての人気は高いが、繁殖力の低さ（なかなか雄雌の相性合わせが難しく、相性が合ってもなかなか交尾を行わず、生まれても一度に3 - 6匹）と懐かせるのが比較的難しい為に、繁殖力を向上させ、性格を和らげた、異種との交配種（上記のShaw'sなど）がペットとしては人気がある。

### ファットテール・ジャービル / 英名：fat tail / Duprasi (Pachyuromys duprasis)
日本で積極的に繁殖されている通称ファットテールは、ペットとしては比較的新しい部類に入る。
他の gerbil とは異なり、生物学分類上は Pachyuromyina 亜族を独自に構成する。
Gerbillini 族内では、単種で亜族を構成する Desmodilliscus braueri と並んで特殊な存在と言えるが、外見が他の Gerbillini 族と大きく異なるのはこの種のみである。
サハラ北部原産であり、繁殖地は平地の緑が点在するステップ／砂漠型の土地。ペットとしては1990年代から飼われたものであり、学術資料も少ない。最大の特徴は、太くふくらんだ毛のない尻尾であり、そこにラクダのように栄養を蓄える。雑食であるが、動物性タンパク質を好む個体が多い。また、短期間、仮冬眠に近い行動をとることもある。
繁殖行動は、他のスナネズミ種に比べると、非常に賑やかな音を立てる。昼夜共行動する。また、おとなしく人に触られても拒絶して噛む行為をそこまで行わない。また、手に乗せられた場合おとなしくなる個体が多いため、人気がある。
最初のペット種の毛色の変異（チンチラ、又は灰色）は、日本で報告された。